# Steirastoma albiceps
Steirastoma albiceps là một loài bọ cánh cứng trong họ Cerambycidae.